# Helicópteros de Berliner
O Helicópteros de Berliner foram uma série de helicópteros experimentais construídos por Henry Berliner entre 1922 e 1925. Os helicópteros tinham apenas uma controlabilidade limitada, mas foram um passo importante para o desenvolvimento do helicóptero nos Estados Unidos até a produção do Vought-Sikorsky VS-300 em 1940. Os voos dos helicópteros de Berliner e o de Bothezat H1 de 1922 foram os primeiros tripulados em helicópteros.